# Алтадуков, Тепсоруко Хамурзович
Тепсоруко Хамурзович Алтадуков (12 [24] ноября 1832 — 2 [14] июня 1898) — российский военный деятель, герой русско-турецкой войны 1877—1878 годов. Генерал-майор в отставке (1890).

## Биография
Происходил из кабардинских узденей 2-й степени (беслен-уорк) князей Атажукиных. Родился 12 ноября 1832 года в селении Куденетово (Пятигорский округ, Кавказская область).
Образование получил в Нальчикской горской школе. 4 февраля 1850 года был зачислен оруженосцем в лейб-гвардии Кавказско-Горский полуэскадрон Собственного Его Императорского Величества конвоя, в декабре 1852 года получил чин юнкера.
11 марта 1854 года произведён в корнеты с зачислением по армейской кавалерии и прикомандированием к Образцовому кавалерийскому полку. Во время Крымской войны состоял в корпусе, отряженном на охрану побережья Балтийского моря от возможной высадки англо-французского десанта.
12 июля 1855 года был переведён на Кавказ в Тверской драгунский полк, в котором с 29 августа 1862 года командовал 4-м эскадроном. Принимал участие в кампаниях против горцев, за боевые отличия был награждён несколькими орденами и получил чины поручика (13 ноября 1857 года), штабс-капитана (19 сентября 1863 года) и капитана (17 октября 1865 года). 5 марта 1867 года произведён в майоры.
Во время русско-турецкой войны 1877—1878 годов Алтадуков с 16 июня 1877 года командовал 2-м (льготным) Горско-Моздокским конным полком Терского казачьего войска.
14 мая 1878 года Алтадуков был произведён в подполковники и 9 июня того же года награждён орденом св. Георгия 4-й степени
В воздаяние за отличие, оказанное в деле с Турками, 23 Октября 1877 года, при овладении неприятельскою позициею на Деве-Бойну.
В приказе о награждении было отмечено:
Во главе трёх сотен командуемого им полка, он взял четыре турецких орудия, несмотря на огонь последних и прикрывавшей их пехоты.
Кроме того, 6 марта 1879 года Алтадуков за боевые отличия во время минувшей кампании был награждён золотой шашкой с надписью «За храбрость».
По окончании военных действий Алтадуков по-прежнему командовал 2-м (льготным) Горско-Моздокским казачьим полком, 9 июня 1880 года назначен командиром Сунженского полка, с 7 апреля 1882 года был командиром Горско-Моздокского полка Терского казачьего войска. 15 мая 1883 года произведён в полковники. 17 марта 1886 года получил в командование 1-й Уманский полк Кубанского казачьего войска.
13 апреля 1890 года Алтадуков с производством в генерал-майоры вышел в отставку с мундиром и «пенсионом 1129 руб. в год».
Проживал в Кабарде на реке Чегем в родовом ауле. 30 ноября 1891 года Алтадуков был внесён в «Список потомственных дворян, проживавших и проживающих в Терской области, утверждённых в сем дворянстве Правительственным сенатом и записанных в дворянскую родословную книгу Ставропольской губернии».
Скончался Алтадуков 2 июня 1898 года.

## Награды
Среди прочих наград Алтадуков имел ордена:
- Орден Святого Станислава 3-й степени с мечами и бантом (24 февраля 1861 года)
- Орден Святой Анны 3-й степени с мечами и бантом (12 октября 1864 года)
- Орден Святого Станислава 2-й степени с мечами (1865, императорская корона к сему ордену пожалована 30 августа 1870 года)
- Орден Святой Анны 2-й степени с мечами (1877)
- Орден Святого Георгия 4-й степени (14 мая 1878 года)
- Орден Святого Владимира 4-й степени с мечами и бантом (1878)
- Золотая шашка с надписью «За храбрость» (6 марта 1879 года[1])
- Орден Святого Владимира 3-й степени (1888)
- Персидский орден Льва и Солнца 2-й степени